# やまぎり (護衛艦)
やまぎり（ローマ字: JS Yamagiri, TV-3515, 旧DD-152 ）は、海上自衛隊の練習艦。やまぎり型練習艦の1番艦であり、艦種変更前はあさぎり型護衛艦の2番艦であった。艦名は「山地に発生する霧」（山霧）に由来する。なお、艦艇名としては旧海軍通して初の命名である。
本記事は、本艦の艦暦について主に取り扱っているため、性能や装備等の概要についてはあさぎり型護衛艦を参照されたい。

## 艦歴
「やまぎり」は、中期業務見積りに基づく昭和59年度計画3,500トン型護衛艦2223号艦として、三井造船玉野事業所で1986年2月5日に起工され、1987年10月8日に進水、1989年1月25日に就役し、第2護衛隊群第42護衛隊に編入され佐世保に配備された。やまぎりは、平成になって初めて就役した自衛艦（護衛艦）であった。
1990年3月6日、第2護衛隊群隷下に第47護衛隊が新編され「あさぎり」、「さわぎり」とともに編入。
1992年及び1996年、環太平洋合同演習 (RIMPAC) に参加。
1997年3月24日、隊番号の改正により第47護衛隊が第6護衛隊に改称。
1998年7月24日から29日にかけて護衛艦「くらま」、補給艦「はまな」とともにロシアウラジオストックを訪問、7月26日に実施されたロシア太平洋艦隊観艦式に参加した。また、7月29日、30日にかけてウラジオストック東方の日本海において初の日露共同訓練が実施され、これに参加した。
1999年3月18日、第2護衛隊群第2護衛隊に編入。
2001年、遠洋練習航海に参加。
2002年6月24日、沖縄東南東約200㎞を行動中のロシア海軍ヴィシュニヤ型情報収集艦「クリルィ」を発見する。
2004年3月18日、練習艦に種別変更され、艦籍番号がTV-3515に変更、練習艦隊第1練習隊に編入され、定係港が呉となり、同地に転籍。
2006年、練習艦「かしま」、護衛艦「あまぎり」とともに第56期一般幹部候補生課程卒業生近海練習航海に従事。3月21日、江田島湾出港。4月9日から4月19日、東京寄港後北米での練習航海に従事。9月5日、東京帰投。
2010年5月26日に東京港・晴海埠頭から「かしま」、「さわゆき」とともに平成22年度遠洋練習航海に出航、航路はアメリカ合衆国・ハワイ、メキシコ・チアパス、ポルトガル、トルコ・メルスィン・ジブチ、中華人民共和国の順、10月28日に帰国した。
2011年3月16日、護衛艦に再度種別変更され、艦籍番号は護衛艦時代のDD-152に戻った。同日付、護衛艦隊直轄第11護衛隊に編入、定係港が横須賀となり、同地に転籍。
2013年6月14日、「パシフィック・パートナーシップ2013」に参加するため横須賀を出港、6月25日、パプアニューギニア バニモに入港、7月6日まで医療活動、文化交流等の活動を行った。
2016年2月29日、艦長に防衛大学校女子第1期生である大谷三穂が就任。海上自衛隊初となる女性の護衛艦艦長となった。また24代および26代艦長にも女性が就任している。
2021年9月26日から10月1日にかけて、沖縄南方海空域において護衛艦「きりしま」とともに日米共同訓練を実施した。米海軍からは空母「カール・ヴィンソン」、駆逐艦「チャフィー」、巡洋艦「レイク・シャンプレーン」、補給艦「ラパハノック」が参加し、防空戦、対潜戦、洋上補給、通信訓練等を実施した。10月2日及び3日には沖縄南西において護衛艦「いせ」を加え、空母「ロナルド・レーガン」、「カール・ヴィンソン」、英海軍空母「クイーン・エリザベス」などと日米英蘭加新共同訓練を実施した。
同年12月22日、伊豆大島東方海域において護衛艦「たかなみ」とともに海上保安庁との共同訓練に参加した。海保からは巡視船「ぶこう」、「あぐに」が参加し、情報共有訓練及び巡視船との運動要領に関する訓練を実施した。
2022年6月30日、伊豆大島東方海域において、護衛艦「あまぎり」、SH‐60Kとともに海上保安庁との共同訓練を実施した。海上保安庁からは巡視船「あきつしま」・「みやこ」、スーパーピューマ225が参加し、情報共有訓練、護衛艦と巡視船との運動要領に関する訓練を実施した。
同年8月13日から24日にかけて、沖縄東方海空域において護衛艦「おおなみ」とともに日米共同訓練を実施した。米海軍からは空母「ロナルド・レーガン」、強襲揚陸艦「トリポリ」、ドック型輸送揚陸艦「ニューオーリンズ」、ドック型揚陸艦「ラシュモア」が参加し、各種戦術訓練を実施した。同年8月27日には、関東南方海域において、シンガポール海軍フリゲート「イントレピッド」と日シンガポール親善訓練を実施した。
2023年5月29日、関東南方海空域においてフランス海軍フリゲート「ロレーヌ」と日仏共同訓練（オグリ・ヴェルニー23-2）を実施した。訓練項目は各種戦術訓練（戦術運動、LINKEX等）、PHOTOEX。
同年6月22日、SH-60K哨戒ヘリとともに伊豆大島東方海域において、海上保安庁巡視船「さがみ」と共同訓練を実施した。本訓練は、武力攻撃事態において海上保安庁を防衛大臣の統制下に入れ、住民の避難並びに船舶への情報提供及び避難支援を想定した初めての実動訓練であり、海自と海保との間における情報伝達の要領などについて演練・検証した。
2025年3月17日、練習艦「はたかぜ」の除籍にともない再度、練習艦に種別変更。練習艦隊第1練習隊に編入され、定系港が呉に転籍。

### 歴代艦長
| 代 | 氏名         | 在任期間               | 出身校・期            | 前職                                   | 後職                                  | 備考                          |
| -- | ------------ | ---------------------- | --------------------- | -------------------------------------- | ------------------------------------- | ----------------------------- |
| 01 | 山下公正     | 1989.1.25 - 1990.8.12  | 防大11期              | やまぎり艤装員長                       | 佐世保地方総監部管理部人事課長        |                               |
| 02 | 帖佐正和     | 1990.8.13 - 1992.3.24  | 防大14期              | ゆうべつ艦長                           | 技術研究本部船舶開発官付              |                               |
| 03 | 中島隆之     | 1992.3.25 - 1994.3.24  | 防大14期              | 誘導武器教育訓練隊情報処理科長         | 海上自衛隊第1術科学校教官 兼 研究部員 |                               |
| 04 | 今村修二     | 1994.3.25 - 1996.8.19  | 防大15期              | 海上自衛隊第1術科学校総務課長          | 海上幕僚監部副監察官                  |                               |
| 05 | 一ノ瀬洋一郎 | 1996.8.20 - 1998.8.19  | 防大19期              | しらせ運用長                           | 自衛艦隊司令部                        |                               |
| 06 | 大平愼一     | 1998.8.20 - 1999.8.19  | 防大24期              | 第3海上訓練指導隊付                    | 佐世保地方総監部防衛部                |                               |
| 07 | 下出隆敏     | 1999.8.20 - 2000.7.27  | 防大21期              | 護衛艦隊司令部幕僚                     |                                       | 2000.1.1 1等海佐昇任          |
| 08 | 木村豊前     | 2000.7.28 - 2001.10.21 | 防大21期              | 海上自衛隊第1術科学校 教官 兼 研究部員 | プログラム業務隊                      |                               |
| 09 | 中野邦男     | 2001.10.22 - 2003.2.16 | 防大23期              | 第1ミサイル艇隊司令                    |                                       |                               |
| 10 | 肝付隆治     | 2003.2.17 - 2004.3.25  | 防大23期              | むろと副長                             | 第3ミサイル艇隊司令                   |                               |
| 11 | 工藤修一郎   | 2004.3.26 - 2005.3.24  | 防大28期              | 統合幕僚会議事務局第3幕僚室            | いかづち艦長                          |                               |
| 12 | 小沢輝男     | 2005.3.25 - 2007.2.21  | 防大32期              | 海上幕僚監部防衛部運用課               | 海上幕僚監部防衛部装備体系課          |                               |
| 13 | 松野征治     | 2007.2.22 - 2008.4.24  | 防大30期              | 海上自衛隊第1術科学校教官              | しらせ艤装員                          |                               |
| 14 | 田中久行     | 2008.4.25 - 2009.3.18  | 防大29期              | 護衛艦隊司令部幕僚                     | いなづま艦長                          |                               |
| 15 | 森山 進      | 2009.3.19 - 2010.4.29  | 防大36期              | 護衛艦隊司令部幕僚                     | 海上自衛隊第2術科学校研究部員         |                               |
| 16 | 佐藤 誠      | 2010.4.30 - 2011.8.18  | 防大27期              | 護衛艦隊司令部幕僚                     | はるさめ艦長                          |                               |
| 17 | 本村信悟     | 2011.8.19 - 2012.8.5   |                       | 海上自衛隊東京業務隊付                 | 海上自衛隊幹部学校付                  |                               |
| 18 | 小宮浩司     | 2012.8.6 - 2013.8.4    |                       | 海上幕僚監部指揮通信課                 | 東京業務隊付                          |                               |
| 19 | 髙須賀政信   | 2013.8.5 - 2014.7.31   | 防大33期              | あきづき副長                           | はるさめ艦長                          |                               |
| 20 | 坂口 淳      | 2014.8.1 - 2015.4.26   | 第一工大              | 護衛艦隊司令部                         | 大湊海上訓練指導隊砲雷科長            |                               |
| 21 | 橋本聖一     | 2015.4.27 - 2016.2.28  | 神戸市外大・ 39期幹候 | 大湊海上訓練指導隊砲雷科長             | てるづき艦長                          |                               |
| 22 | 大谷三穂     | 2016.2.29 - 2017.2.28  | 防大40期 (女子1期)    | 電子情報支援隊研究指導科長 兼 副長     | 海上自衛隊幹部学校                    | 護衛艦初の 女性艦長           |
| 23 | 金丸竜平     | 2017.3.1 - 2018.4.1    | 防大42期              | 護衛艦隊司令部幕僚                     | 横須賀海上訓練指導隊                  |                               |
| 24 | 小野小百合   | 2018.4.2 - 2019.3.21   | 防大43期              | 海上幕僚監部人事教育部補任課           | 海上自衛隊幹部学校付                  | 女性艦長 2019.1.1 1等海佐昇任 |
| 25 | 大浦元靖     | 2019.3.22 - 2021.3.15  | 防大38期              | ちょうかい船務長 兼 副長               | 艦艇開発隊                            |                               |
| 26 | 山内由香子   | 2021.3.16 - 2022.4.7   | 防大47期              | 統合幕僚監部防衛計画部防衛課           | 海上幕僚監部防衛部防衛課勤務          | 女性艦長 2022.1.1 1等海佐昇任 |
| 27 | 兼安亮輔     | 2022.4.8 - 2023.4.0    |                       | 護衛艦隊司令部                         |                                       |                               |
| 28 | 籔田周作     | 2023.4.0- 2024.3.0     |                       |                                        |                                       |                               |
| 29 | 木村健太郎   | 2024.3.0-              |                       |                                        |                                       |                               |

## ギャラリー

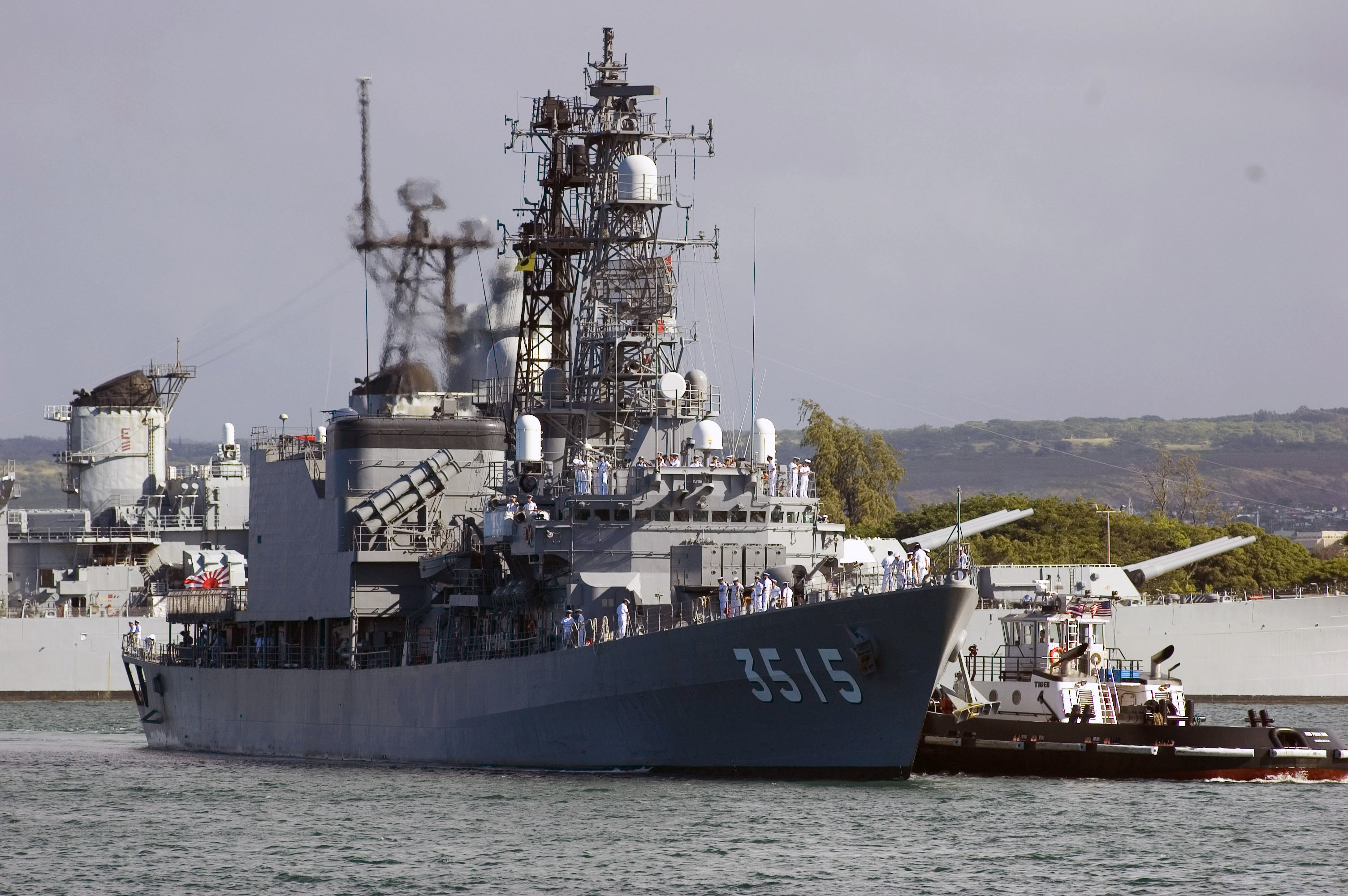
練習艦時代の「やまぎり」
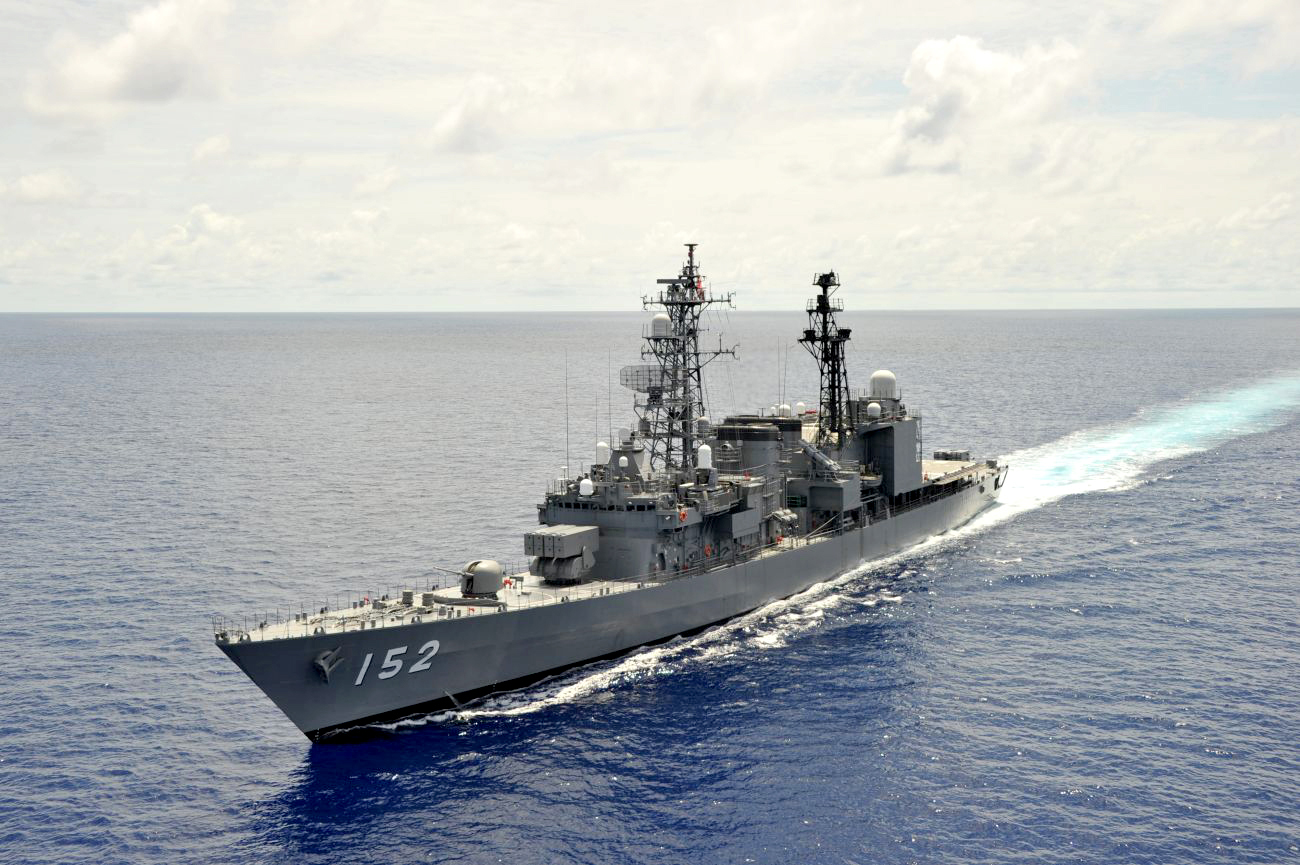
洋上航行中の「やまぎり」（低視認性塗装以前）
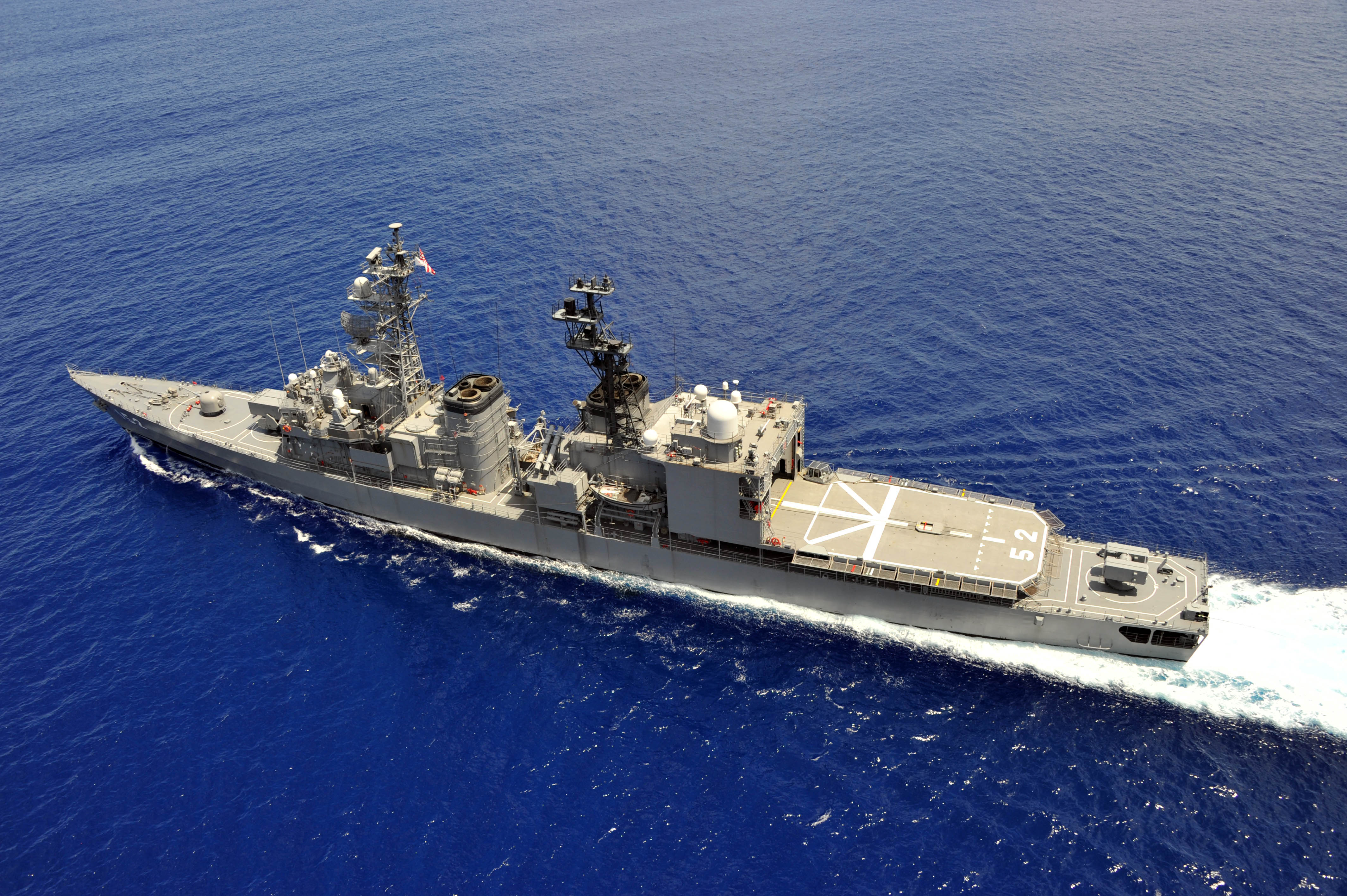
左上方から見た「やまぎり」
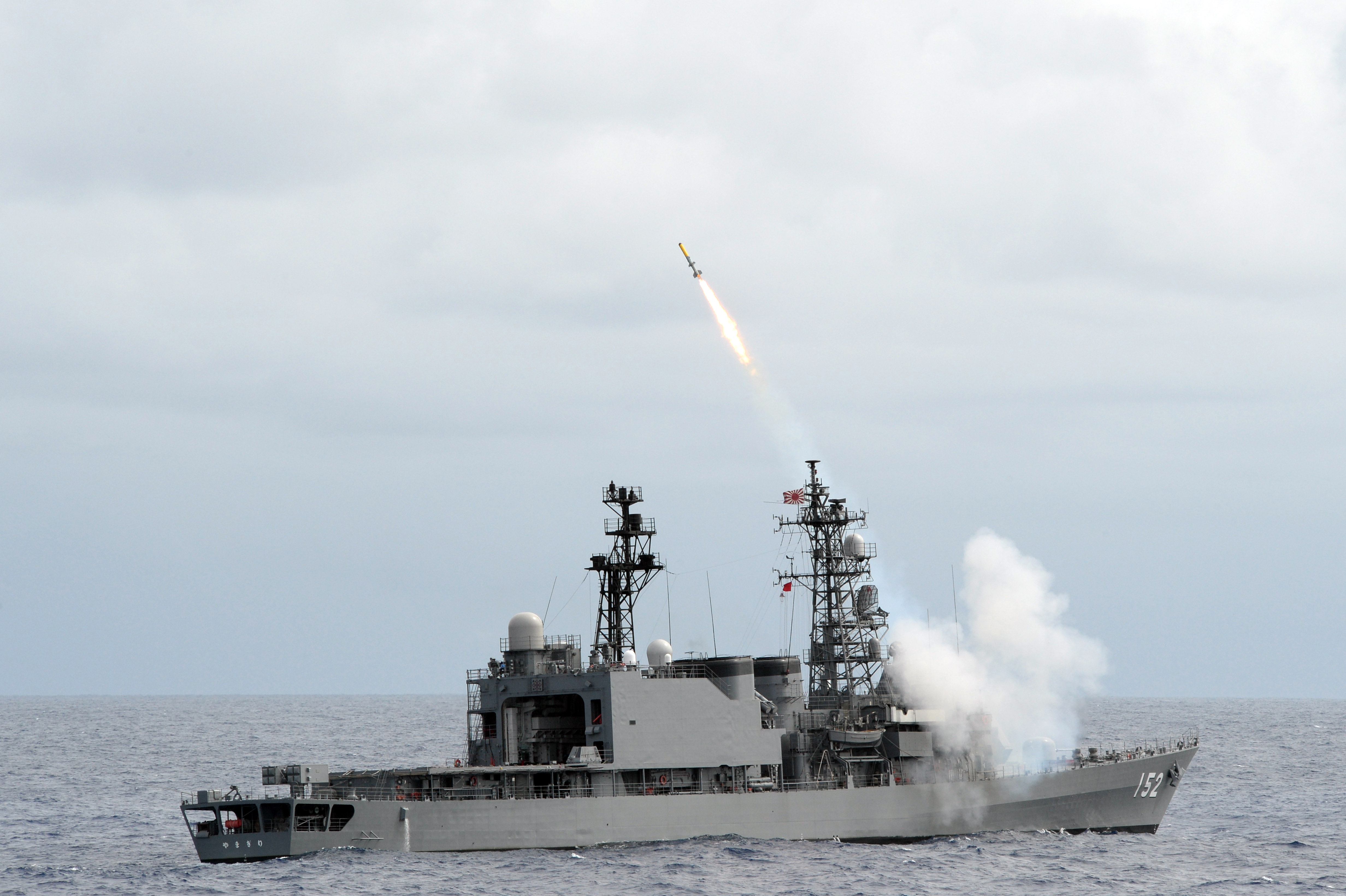
アスロック発射訓練の様子
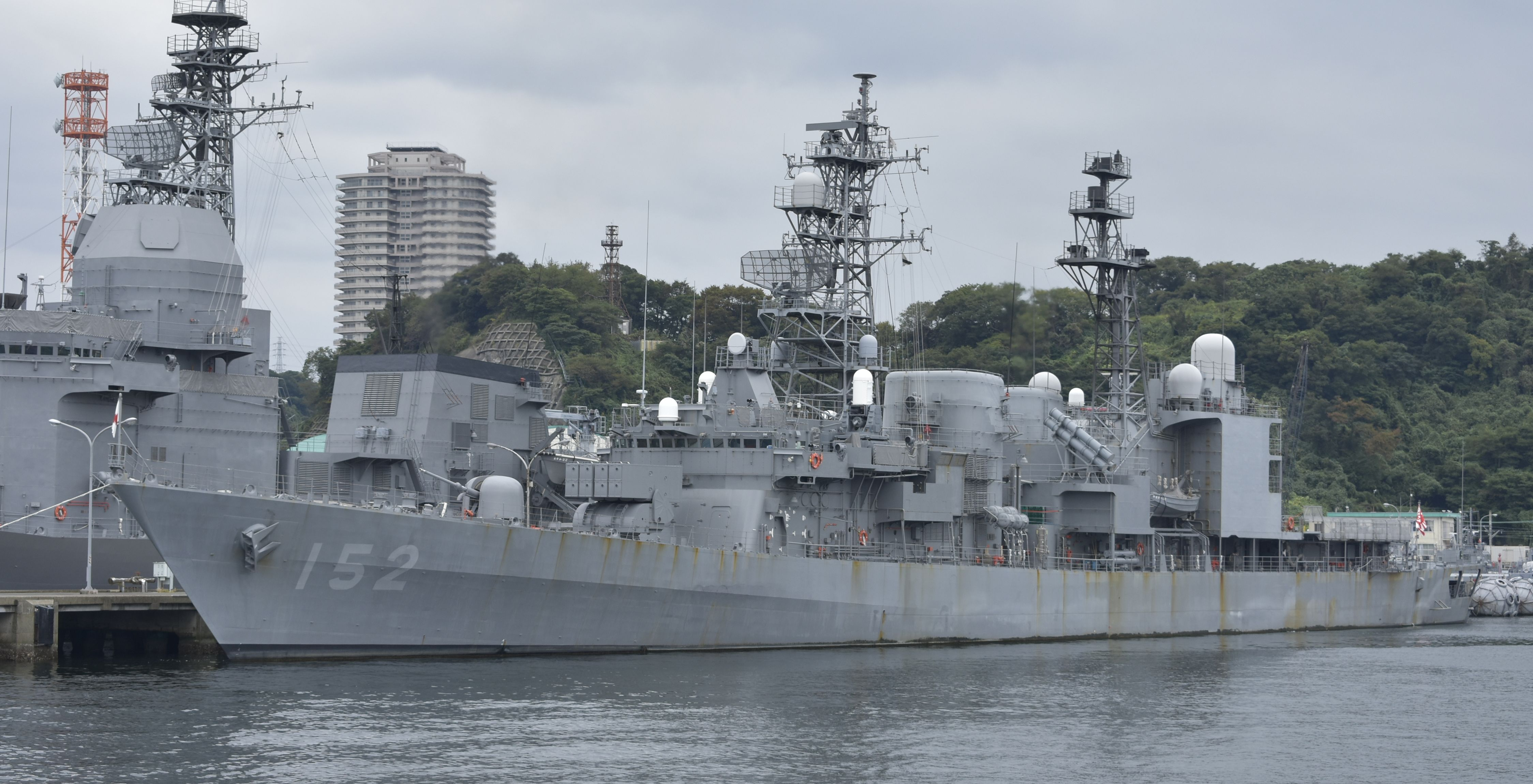
横須賀に停泊中の「やまぎり」（2021年10月16日）。ロービジ化されている。
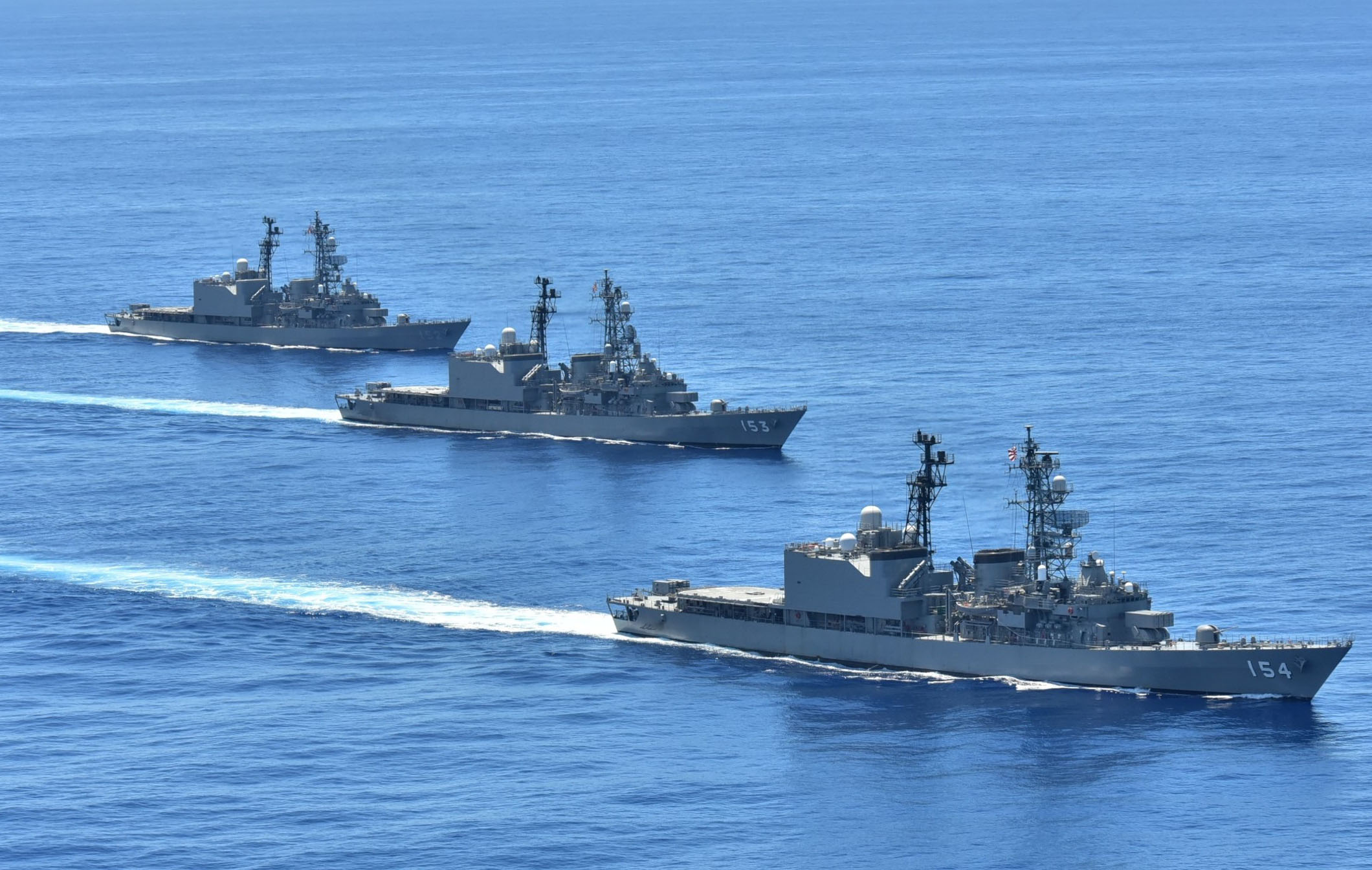
第11護衛隊の3艦。手前から「あまぎり」、「ゆうぎり」、「やまぎり」
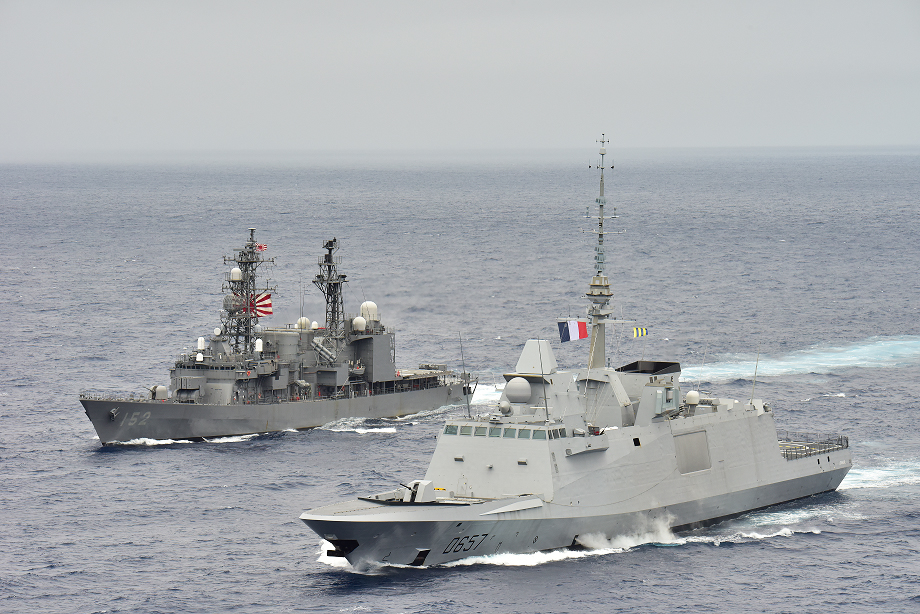
仏海軍フリゲート「ロレーヌ」と共同訓練を実施中の「やまぎり」（奥）
- 平成24年度海上保安庁観閲式に参加した「やまぎり」